# 王世恽
王世恽（？—621年），中國隋朝時代人物，王世充的哥哥。王世充殺死元文都、赵长文、卢楚、郭文懿之後，以王世恽为内史令。619年四月初五，皇泰主楊侗被迫禪位於王世充，王世恽將楊侗軟禁。王世充成為鄭國皇帝後，封王世恽為齊王、尚書令。後來，裴仁基、裴行儼、宇文儒童要謀殺王世充，王世恽說這是有楊侗的指使，王世充於是派王仁則毒殺楊侗。王世充命兩個哥哥楚王王世伟为太保、齐王王世恽为太傅，兼尚书令。唐朝秦王李世民率軍攻打洛陽，王世充派王世恽鎮守洛陽南城。621年，王世充投降後，王世恽和他一起被仇家獨孤修德所殺。